# Schreierkopf
Schreierkopf är en bergstopp i Österrike.   Den ligger i distriktet Reutte och förbundslandet Tyrolen, i den västra delen av landet, 500 km väster om huvudstaden Wien. Toppen på Schreierkopf är 2 200 meter över havet, eller 86 meter över den omgivande terrängen. Bredden vid basen är 0,37 km.
Terrängen runt Schreierkopf är huvudsakligen bergig. Runt Schreierkopf är det ganska glesbefolkat, med 26 invånare per kvadratkilometer.. Närmaste större samhälle är Mittelberg, 19,6 km väster om Schreierkopf. 
I omgivningarna runt Schreierkopf växer i huvudsak barrskog.